# 김용갑 (1936년)
김용갑(金容甲, 1936년 9월 28일~)은 대한민국의 정치인이다. 제15·16·17대 국회의원을 지냈다.

## 생애
1936년 9월 28일에 경상남도 밀양에서 출생했다. 1961년에 육군사관학교를 17기로 졸업하면서 소위로 임관되며 군 생활을 시작하였다. 이후 1966년부터 이듬해 1967년까지 베트남 전쟁에 참전하였으며 1971년 35세에 육군 소령으로 예편하였다. 그 뒤 공직자가 되어 중앙정보부와 안기부에서 근무하였다. 유신 후반 중앙정보부 감찰국장으로 승진하고 1981년에 안기부 감찰실장을 거쳐 기조실장이 되었다. 1981년 5공 출범 후에도 기조실장에 유임되었다. 1985년 2월에 후배 양성을 위해 자진사퇴를 대통령에게 보고. 그후 미버클리대학 수학중 청와대민정수석 임명을 받고 다시 귀국한다. 이후 노태우정부 총무처 장관을 지냈다.
1986년에 야당인 신한민주당직선제개헌 추진 행사장에 잠입 정세를 파악 전두환 대통령에게 보고하였고 1987년에 발생한 6월 민주 항쟁 당시 그는 명동성당의 농성장 한가운데에 들어가 최루탄을 뒤집어쓰면서 수집한 현장의 생생한 목소리를 전두환대통령에게 전달하며 직선제 수용을 강하게 주장하였다 얼마 뒤 전두환은 직선제를 수용하겠다고 밝혔고 노태우는 대통령 직선제를 골자로 하는 6·29 선언을 발표한다.
장관 재직 중에 그는 공무원 처우 개선에 앞장섰으며 민속의 명절인 설날을 부활시키기도 했다. 또한 아이디어를 직접 제안하여 공무원 출근부를 폐지하고 원탁회의를 도입했다. 와이셔츠 차림 회의 또한 그의 아이디어였다. 그래서 그는 제일 인기 있는 장관이었으며 총무처 직원들에게 유연하고 기발한 장관이라는 평가를 받기도 하였다.
1988년 8월 총무처장관재직시에 기자회견을 열어 "현재 여소야대 구로는 좌경화를 막기 불가능하고 대한민국은 월남식 공산화 통일이 될 수밖에 없다."는 발언을 하였다. 이 발언이 문제가 되어 국회에 불려가 기자회견 내용을 문제삼은 야당 의원들로부터 추궁을 당했지만, 오히려 국회 질의에서 그는 이 땅의 우익은 죽었느냐며 맞받아쳤다. 그는 이후 '우익의 기수' '우익의 대변인'이라는 별명이 그를 따라다녔다.
1989년 3월에 김용갑은 좌익 척결을 명분으로 장관직을 사퇴하였다. 장관직 사퇴로 우익과 상대 진영에 강한 인상을 남기기도 했다. 그 뒤 보수성향의 시민단체인 민주개혁 범국민운동협의회를 조직하여 활동하였다.
1996년에 실시된 제15대 총선에서는 무소속으로 자신의 고향 경남 밀양시에 출마하여 당선되며 국회에 입성하였다.
국회의원이 되고 이듬해 김용갑은 신한국당에 입당하였으며 당 내에서 그는 '나라의 안보를 걱정하는 국회의원 모임'을 조직하며 대표가 됐다. 당시 그의 선배들이 더 많았지만 할 말은 한다는 소신 덕분에 아무도 그가 대표를 맡는 데 이의를 제기하지 않았다고 한다.
2000년에 제16대 총선에 출마하여 재선에 성공하였다. 그해 국회 대정부질문에서 여당인 새천년민주당을 가리켜 조선로동당 2중대라고 비난해 파문을 일으키기도 하였으며 김대중 정부의 햇볕정책을 가리켜 대북 퍼주기 정책이라며 강하게 비판하였다. 강경한 대북노선을 주장하여 질타를 많이 받았지만 신념을 일관되게 지키며 쓴소리를 마다하지 않아 국회 내에서 소신파 의원으로 기억되었다.
2002년에 한나라당에서 민정계인 '5·6공 인사 용퇴론'이 당 내에서 제기되었다. 그러자 김용갑은 5·6공 인사 용퇴론에 나는 5·6공 때의 내 역할에 자부심을 가진다고 발언하여 논란을 불러일으키기도 했다. 이후 용퇴론에 반발하는 모임을 가졌다가 기자들의 출입으로 다른 의원들이 자리를 피했으나 끝까지 자리를 지키고 소장파의 용퇴론을 반박하였다.
2004년 2월 한국·칠레 자유무역협정(FTA)비준 동의안을 적극적으로 반대하는 활동을 하기도 했다. 이때 한나라당 내 소장파들은 김용갑의 공천을 반대하였으나 김문수 공천심의위원장은 그를 공천하였다.
2004년에 제17대 국회의원에 당선되며 3선에 성공하였다. 한나라당이 야당이었던 기간 동안 그는 김대중, 노무현의 정책을 비판하기도 하였고, 또한 이명박이 집권하며 한나라당이 여당이 되었음에도 불구하고 이명박에게도 쓴소리를 계속하여 보수 인사의 대명사로 일부 인사들의 공격을 받기도 하였다. 2008년에 제18대 총선을 앞두고 총선 불출마를 선언하였다. 이후 한나라당의 상임고문으로 위촉되었다.이후에도 새누리당.자유한국당.미래통합당 상임고문을 거쳐 지금은 국민의힘 상임고문이다.

## 학력
- 1955년 밀양농잠고등학교 졸업
- 1961년 육군사관학교 17기(이학사)
- 1961년 육군보병학교 졸업
- 1980년 국방대학원 졸업
- 1985년 미UC버클리대학교 수학

## 저서
- 1999년 '아내 얼굴을 화장하는 남자'

## 가족
- 배우자: 김하야
- 자녀: 3남

## 역대 선거 결과
|  | 22.08% |

|  | 28.55% |

|  | 54.74% |

|  | 50.32% |

## 소속 정당
| 소속 정당 | 소속 정당  | 소속 기간 | 비고           |
| --------- | ---------- | --------- | -------------- |
|           | 무소속     | 1988~1996 | 정계 입문      |
|           | 신한국당   | 1996~1997 | 입당           |
|           | 한나라당   | 1997~2012 | 합당 정계 은퇴 |
|           | 새누리당   | 2012~2017 | 당명 변경      |
|           | 자유한국당 | 2017~2020 | 당명 변경      |
|           | 미래통합당 | 2020      | 합당           |
|           | 국민의힘   | 2020~현재 | 당명 변경      |

## 같이 보기
- 밀양시 (선거구)
- 밀양시·창녕군
- 밀양시의 국회의원
- 창녕군의 국회의원
- 대한민국의 국가정보원 기획조정실장
- 대한민국의 대통령비서실 수석비서관
- 대한민국의 행정안전부 장관